# Vänersborgs HC
Vänersborgs HC är en ishockeyförening från Vänersborg i Västergötland. Föreningen bildades 1977 genom en utbrytning av ishockeysektionen från IFK Vänersborg. Som spelande tränare anlitades NHL- och landslagsspelaren Ulf Sterner vilket gav rubriker i tidningarna och en kickstart till föreningen. Ishockeysektionen i IFK Vänersborg bildades i sin tur genom att ishockeyföreningen Vänersborgs Ishockeyklubb gick upp i IFK.
A-laget gick upp i Division 1 till säsongen 1999/2000 och höll sig kvar över säsongerna 2000/2001 och 2001/2002 innan man åkte ur igen. 2002 gick man ihop med Trollhättans HC om hockeylaget Tvåstad Cobras som lyckades återta platsen i Division 1, men laget fick läggas ner redan efter en säsong. Efter detta fick Vänersborgs HC börja om i Division 3.